# Eduard Roschmann
Eduard Roschmann (Graz, Austria-Hungría, 1908 - Asunción, Paraguay, 1977) fue capitán de la organización nazi Schutzstaffel (SS), y comandante del gueto de Riga en 1943. Durante la Segunda Guerra Mundial fue responsable de numerosos asesinatos y otras atrocidades. Algunas fuentes lo señalan también como comandante del Campo de concentración de Kaiserwald, a las afueras de Riga, y es señalado responsable de la muerte de 40 000 judíos en el país báltico.
Tras la guerra, consiguió huir a Sudamérica, donde se ocultó bajo los nombres falsos de "Federico Wagner" y "Federico Wegener". Está considerado uno de los máximos responsables del Holocausto en Letonia. Como resultado de su aparición en la novela El expediente Odessa de Frederick Forsyth y su posterior adaptación al cine con la película Odessa, Roschmann llegó a ser mundialmente conocido como el Carnicero de Riga.

## Biografía

### Inicios
Nacido en la ciudad de Graz, entonces en el Imperio austrohúngaro, Roschmann era hijo del gerente de una fábrica de cervezas. Entre 1927 y 1934, perteneció al partido fascista austríaco Frente Patriótico, y tras la anexión de Austria a la Alemania nazi en 1938, ingresó en el partido nazi, y al año siguiente en las SS, donde ascendió hasta convertirse en Hauptsturmführer (capitán).

### Letonia
Desde enero de 1941 Roschmann trabajó en la Oficina Central de Seguridad del Reich, perteneciente al Sicherheitsdienst (Servicio de Seguridad o SD). Tras la ocupación de Letonia por la Alemania nazi, fue destinado a Riga como comandante del SD, cuerpo que asumió el exterminio de los judíos en el país, y que estableció en la capital el gueto de Riga. En enero de 1943, Roschmann se convirtió en comandante del gueto. A las afueras de la ciudad se estableció el campo de concentración de Kaiserwald, donde en marzo de 1944 se encontraban internados 12 000 prisioneros, casi todos ellos judíos. Algunas fuentes señalan también a Roschmann como responsable del campo, aunque otras citan al Obersturmführer (teniente) Albert Sauer.
Durante la ocupación de Letonia, se produjo el exterminio sistemático de los judíos en el país, siendo considerado Roschmann uno de los máximos responsables del plan. Existen además testimonios de que asesinó en persona a muchos internados en el gueto durante sus numerosas inspecciones en el mismo.

### Huida
Con la aproximación del frente soviético, los alemanes comenzaron su retirada de Letonia. En octubre de 1944, los oficiales de las SS huyeron por mar a Dantzig. De ahí, Roschmann se trasladó a Austria, para ocultarse bajo una identidad falsa en su ciudad natal de Graz. Fue detenido como prisionero de guerra y puesto en libertad en 1947. No obstante, fue reconocido por ex internos del campamento, y arrestado por la Policía Militar británica, pero logró escapar durante su traslado a la prisión militar de Dachau. Consiguió llegar a Italia, donde en 1948, con ayuda del obispo Alois Hudal y las Ratlines obtuvo un pasaporte de la Cruz Roja con el nombre falso de Federico Wegener, que le permitió huir de Génova a Argentina donde gracias a su falsa personalidad fue aceptado para entrar. El Obispo austríaco Alois Hudal colaboró en esta huida, prestando ayuda el obispo de Buenos Aires Miguel de Andrea.
Allí, bajo su nueva identidad, montó un negocio de importación y exportación de madera, se casó y obtuvo en 1968 la nacionalidad argentina.

### Cargos criminales
En 1960, el tribunal penal de Graz emitió una orden de arresto contra Roschmann por los cargos de asesinato y violaciones graves de los derechos humanos, en relación con el homicidio de por lo menos 3.000 judíos entre 1938 y 1945, la supervisión de trabajos forzados en Auschwitz, y el asesinato de por lo menos 800 niños menores de 10 años de edad. Sin embargo, el ordenamiento jurídico austriaco de posguerra fue ineficaz para garantizar el regreso para ser juzgados de los austriacos que habían huido de Europa, y no se tomó medida alguna contra Roschmann sobre la base de esta acusación. En 1963, el tribunal de distrito de Hamburgo, Alemania Occidental, emitió una orden de arresto contra Roschmann. Esto a la larga resultaría una amenaza más seria a Roschmann.

### Nueva huida y muerte
Como resultado de la orden del tribunal de Hamburgo, en octubre de 1976 la embajada de Alemania Occidental en Argentina cursó una petición de extradición de Roschmann a Alemania para enfrentar los cargos de asesinato múltiple de judíos durante la Segunda Guerra Mundial. El 5 de julio de 1977, la dictadura argentina emitió un comunicado considerando la solicitud, a pesar de que no existía un tratado de extradición con Alemania Occidental, y que Roschamnn aún no había sido detenido.
Ante el peligro de ser capturado, Eduard Roschmann huyó a Paraguay. A las ocho en punto de la noche del 6 de julio de 1977, el ómnibus de la compañía La Internacional salió de Buenos Aires rumbo a Puerto Falcón, a 15 kilómetros de Asunción del Paraguay. Murió un mes después, el 8 de agosto, en un hospital de Asunción. Interpol, con la ayuda del cazador de nazis Simón Wiesenthal, que aportó información fundamental sobre la apariencia física del prófugo, confirmó que efectivamente el cuerpo del fallecido pertenecía a Eduard Roschmann, que había ingresado con la falsa identidad de Federico Wegener. Según Andrew Nagorski, en su "Cazadores de Nazis" (2017), en realidad fue asesinado por los servicios secretos israelíes, el Mossad.